# Литовська мова
Лито́вська мо́ва (лит. lietuvių kalba) — східнобалтійська мова індоєвропейської мовної сім'ї, одна з балтійських мов, що входять до більшої балто-слов'янської гілки. Є національною мовою литовців і державною мовою Литовської Республіки та з 1 травня 2004 — однією з офіційних мов Європейського Союзу. Литовською мовою розмовляють близько 3-х млн осіб (більша частина проживає в Литві).
Перші писемні пам'ятки литовської мови з'явилися досить пізно, у XVI столітті, проте навіть сучасна литовська є вельми архаїчною (особливо у сфері іменного відмінювання). Фонетично і морфологічно консервативна литовська значно ближча до прабалтійської мови, ніж інновативна латвійська.
Литовська мова поділяється на два основних наріччя: аукштайтське і жмудське. Сучасна літературна литовська мова базується на діалекті західних аукштайтів.
У литовській 45 приголосних і 13 голосних фонем (включно з тими, що зустрічаються тільки в запозиченнях). Для приголосних характерна кореляція за м'якости — твердости, голосні розрізняються за довготою. Наголос рухомий і тонічний, на письмі зазвичай не позначається. За морфологічним строєм литовська — флективна і синтетична мова. Синтаксис характеризується відносно вільним порядком слів, базовим є порядок SVO. Лексика здебільшого споконвічна, серед запозичень переважають слов'янізми та германізми.
Для запису мови використовують модифіковану латинську абетку, у якій є 32 літери.

## Про назву
Самоназва литовської мови — lietùvių kalbà — дослівно означає «мова литовців». У старих текстах зустрічається назва lietùviškas liežùvis (калька з пол. język litewski; в литовській liežùvis позначає язик). Слово Lietuvà «Литва» походить з прабалтійського *lei̯tuvā, яке спочатку зіставляли з лат. lītus «берег», проте ця етимологія слабка із семантичної точки зору — історична Литва не була на узбережжі.
О. О. Шахматов порівняв слово Lietuvà з кельтською назвою Арморики (ср.-ірл. Letha, валл. Llydaw < *pḷtau̯-) і припустив, що балти перейняли цю назву від венетів, однак ця гіпотеза не знайшла підтримки в інших вчених.
Ян Отрембський вважав, що слово *lei̯tuvā було спочатку основою на *-ū- — *lei̯tūs — і позначало місцевість навколо річки *lei̯tā (як Vilnius — місцевість біля річки Vilnia) < líeti «лити». Цією річкою Отрембський вважає Німан.
Казімерас Кузавініс припустив, що слово Lietuvà генетично пов'язане з гідронімом Летавка (Lietauka), назвою притоки Няріса.
Сімас Каралюнас висунув гіпотезу, згідно з якою слово Lietuvà спершу позначало військові формування, і зіставляє його зі ст.-ісл. lið, ст.-швед. lith, ст.-фриз. lid и ср.-нижн.-нім. leide «денщик, свита, супровідні, загін, армія».

## Мовна географія

### Ареал і чисельність

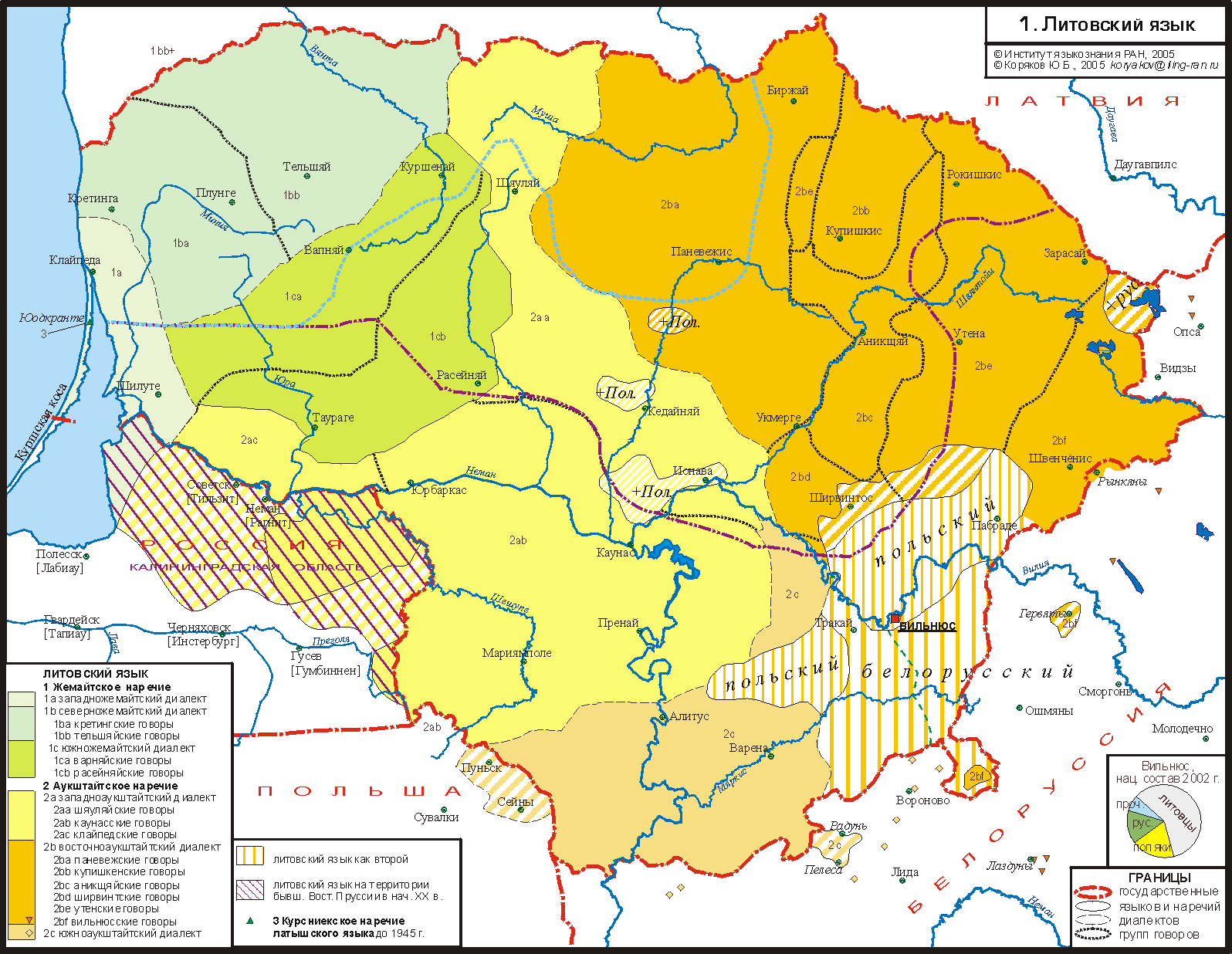
Мапа поширення литовської мови

Поширена у Литві, а також у місцевостях з невеликим автохтонним населенням литовців: у північно-східних регіонах Польщі (2011 року 5408 вказали як рідну, 5303 використовує вдома), у Білорусі (за даними на 2009 рік, з 5087 етнічних литовців 1597 вказали литовську як рідну, але лише 277 мовлять нею вдома) та Калінінградській області Росії (близько 18 тис. литовців), а також серед литовських вихідців у США (38,3 тис. мовців із 660 тис. осіб литовського походження), у Росії (49 тис., 2002), Канаді, Бразилії, Аргентині, Великій Британії, Німеччині, Австралії, Латвії. Загальне число мовців понад 3 млн осіб, включаючи 2 955 200 у Литві (перепис 2001).
З XV століття починається експансія польської мови на території Великого князівства Литовського. На литовському субстраті формується частина периферійних польських говірок, деякі риси яких обумовлені впливом цього субстрату.
Литовська в США характеризується сильним впливом англійської, що виявляється перш за все у лексиці. Використовуються, наприклад, англіцизми, як-от divòrsas «розлучення» (< англ. divorce), kìsas «поцілунок» (< англ. kiss), kãras «автомобіль» (< англ. car). Нерідкі семантичні кальки — наприклад, šaukti «кликати» в значенні «дзвонити» (як англ. to call) або šaltis «холод» у значенні «застуда» (як англ. cold). Разом з тим в американській литовській зберігається група слов'янізмів, що пішли з літературної литовської внаслідок політики мовного пуризму. У сфері фонетики виділяється більш активне використання маргінальних для літературної литовської фонем [h] і [f], а також зміни в інтонації. В області морфології спостерігаються прагнення уніфікувати вокалізм основи теперішнього часу й основи інфінітива дієслова, уникнення форм пасивного стану, змішання м'яких і твердих основ дієслова.

### Діалекти
| жмудське наріччя західножмудський діалект північномжудський діалект: кретинзькі говірки тельшяйські говірки південножмудський діалект: варняйські говірки расейняйські говірки | аукштайтське наріччя західноаукштайтський діалект: шяуляйські говірки каунаські говірки клайпедські говірки східноаукштайтський діалект: паневезькі говірки ширвинтські говірки анікщяйські говірки купишкиські говірки утенські говірки вільнюсські говірки дзукійський діалект |

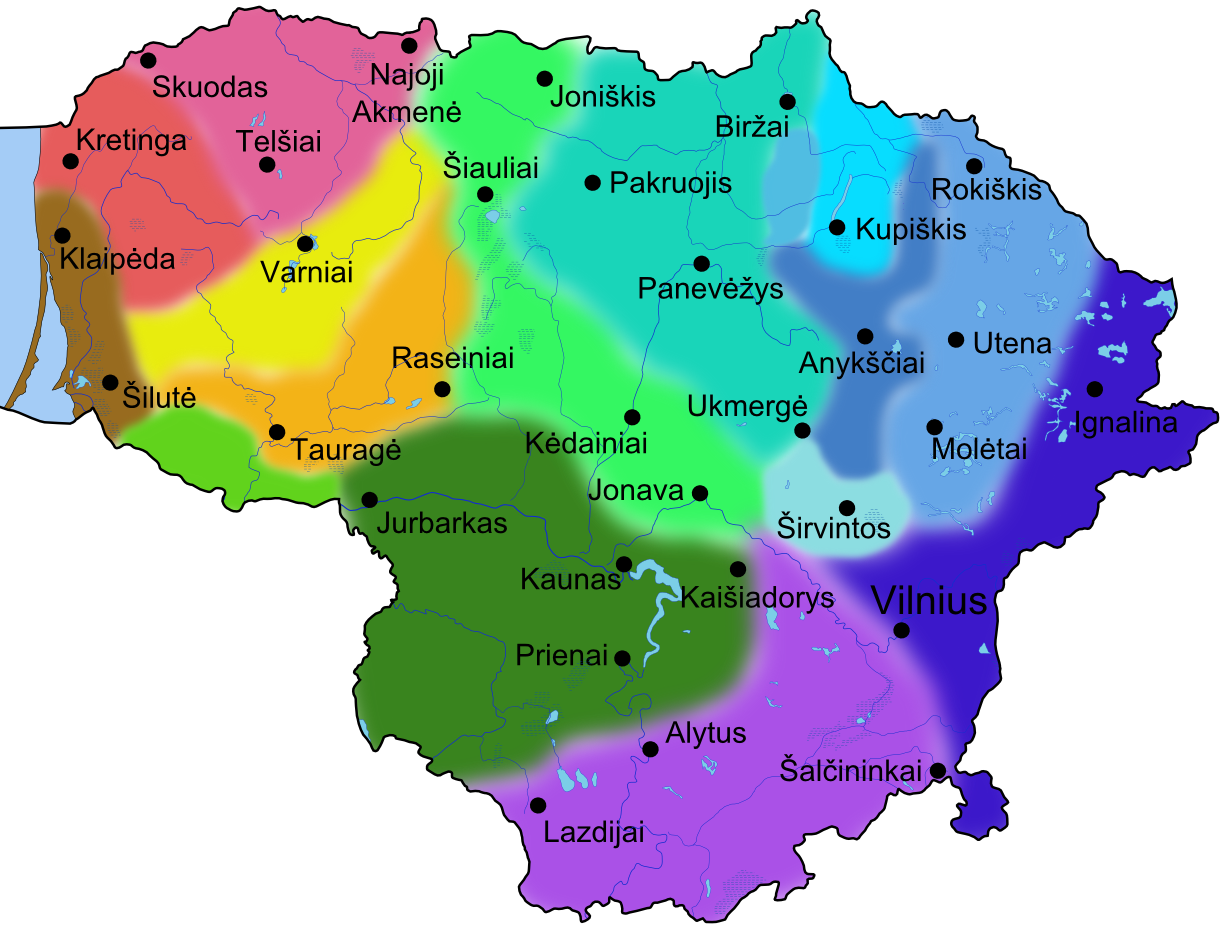
Мапа діалектів литовської мови

Литовська мова поділяється на два основних наріччя: аукштайтське та жмудське (ці назви, відповідно aukštaičių tarmės і žemaičių tarmės, походять від литовських слів «високий» і «низький» і позначають розселення їх носіїв щодо течії річки Німан). В аукштайтському діалекті виділяють три основних групи говірок: східну, західну і південну (дзукську), в жмудському діалекті також три: західну, північну і південну. Відповідно до вимови голосного в корені слова dúona «хліб» носіїв південножмудських говорів називають dū́nininkai, носіїв північножмудських говірок — dóuninikai, носіїв західножмудських діалектів — dónininkai.
Відмінності між жмудським і аукштайтським діалектами пов'язані зі старим племінним поділом, впливом на жмудський діалект куршського субстрату, а також із тривалою політичною незалежністю Жемайтії від Литви. Аукштайтський діалект консервативніший, а жмудський інноваційніший, причому за низкою своїх особливостей він зближується з латвійською мовою.
Сучасна літературна литовська мова ґрунтується на діалекті західних аукштайтів.

## Графіка
| |  |  |
| Два випуски одного і того ж молитовника «Старий золотий вівтар». Той, що зліва, виданий у 1864 році латиницею і був нелегальний. Той, що праворуч, виданий у 1866 році кирилицею, був офіційний та оплачений владою |  |  |

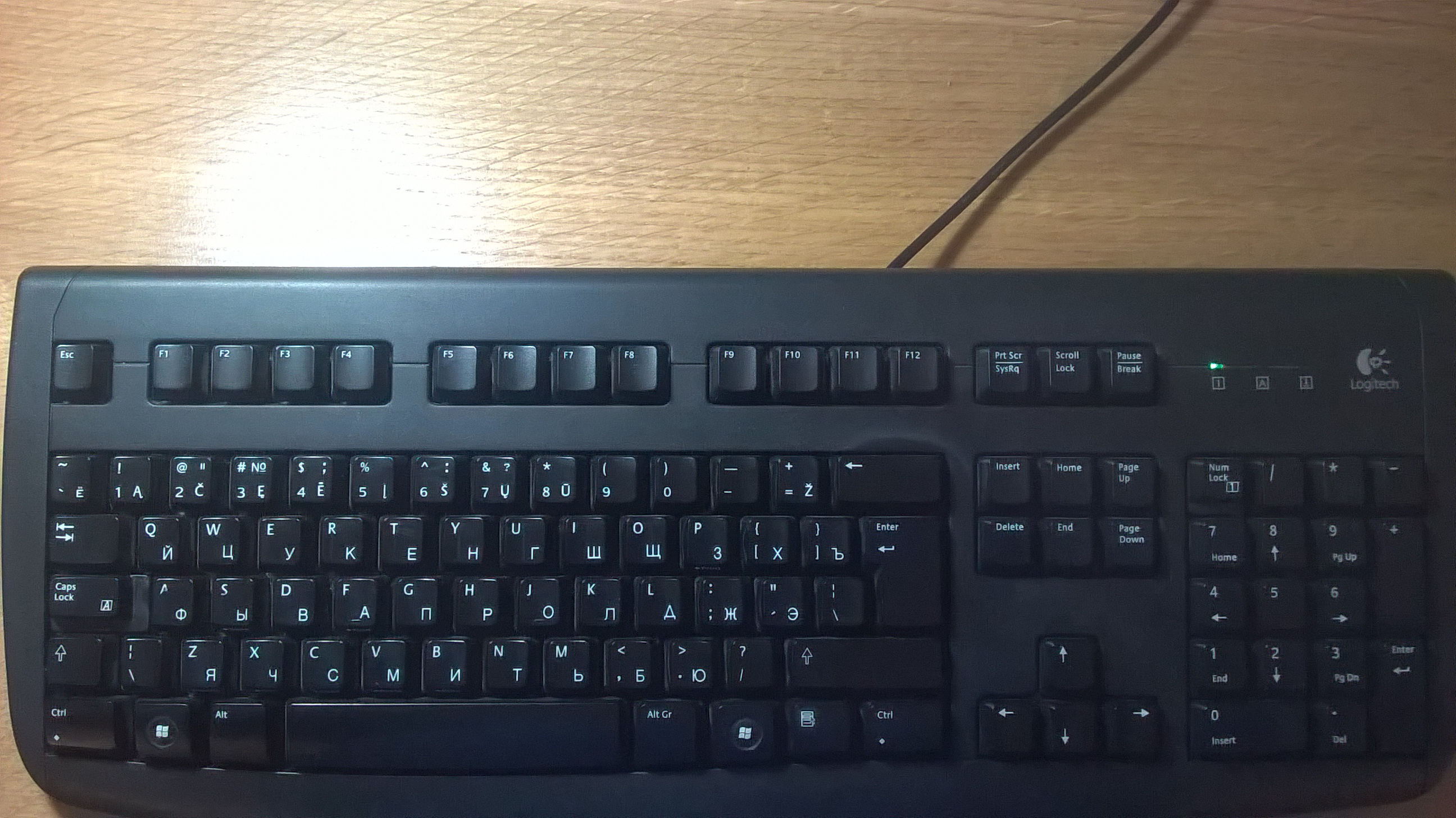
Латинсько-російсько-литовська клавіатура

Для запису литовської мови з XVI століття використовується дещо змінена латиниця. Започатковане в другій половині 1860-х років насадження кирилиці (а, б, в, г, д, е, ж, з, и, к, л, м, н, о, ô, п, р, с, т, у, ц, ч, ш, щ, ь, ѣ, ю, я, io, iô, й, ў) викликало опір литовців, і 1904 року було повернуто латиницю.
Сучасна абетка литовської мови ґрунтується на латинській і містить 32 літери, з яких — 23 літери латинського алфавіту (букви Q, W, X в алфавіт не входять). Литовська абетка в сучасному вигляді є результатом ортографічної реформи, кодифікованої в роботі Й. Яблонскіса «Граматика литовської мови» (Lietuviškos kalbos gramatika, 1901), що віддалила литовську ортографію від польської. За чеським зразком стали використовуватися літери v (замість w), š (замість sz), č (замість cz), ž (замість ż). Довгий u став позначатися за допомогою ū, а довгий i — за допомогою y.
| №  | Літера | Назва      | Звучання (МФА) |
| -- | ------ | ---------- | -------------- |
| 1  | A a    | a          | [ ɑ ]          |
| 2  | Ą ą    | a nosinė   | [ ɑː ]         |
| 3  | B b    | bė         | [ b ]          |
| 4  | C c    | cė         | [ t͡s ]         |
| 5  | Č č    | čė         | [ t͡ʃ ]         |
| 6  | D d    | dė         | [ d ]          |
| 7  | E e    | e          | [ ɛ ] [ æː ]   |
| 8  | Ę ę    | e nosinė   | [ æː ]         |
| 9  | Ė ė    | ė          | [ eː ]         |
| 10 | F f    | ef         | [ f ]          |
| 11 | G g    | gė         | [ g ]          |
| 12 | H h    | ha         | [ ɣ ]          |
| 13 | I i    | i trumpoji | [ ɪ ]          |
| 14 | Į į    | i nosinė   | [ iː ]         |
| 15 | Y y    | i ilgoji   | [ iː ]         |
| 16 | J j    | jot        | [ j ]          |

| №  | Літера | Назва    | Звучання (МФА) |
| -- | ------ | -------- | -------------- |
| 17 | K k    | ka       | [ k ]          |
| 18 | L l    | el       | [ ɫ ]          |
| 19 | M m    | em       | [ m ]          |
| 20 | N n    | en       | [ n ]          |
| 21 | O o    | o        | [ ɔ ] [ oː ]   |
| 22 | P p    | pė       | [ p ]          |
| 23 | R r    | er       | [ r ]          |
| 24 | S s    | es       | [ s ]          |
| 25 | Š š    | eš       | [ ʃ ]          |
| 26 | T t    | tė       | [ t ]          |
| 27 | U u    | u        | [ ʊ ]          |
| 28 | Ų ų    | u nosinė | [ uː ]         |
| 29 | Ū ū    | u ilgoji | [ uː ]         |
| 30 | V v    | vė       | [ ʋ ]          |
| 31 | Z z    | zė       | [ z ]          |
| 32 | Ž ž    | žė       | [ ʒ ]          |

Палаталізація приголосних перед голосними переднього ряду на письмі ніяк додатково не маркується, для позначення палаталізації перед голосними заднього ряду використовується буква i: čià [t͡ʃʲɛ] «тут».

## Історія

Мапа розселення балтійських племен у кінці XII — початку XIII століть

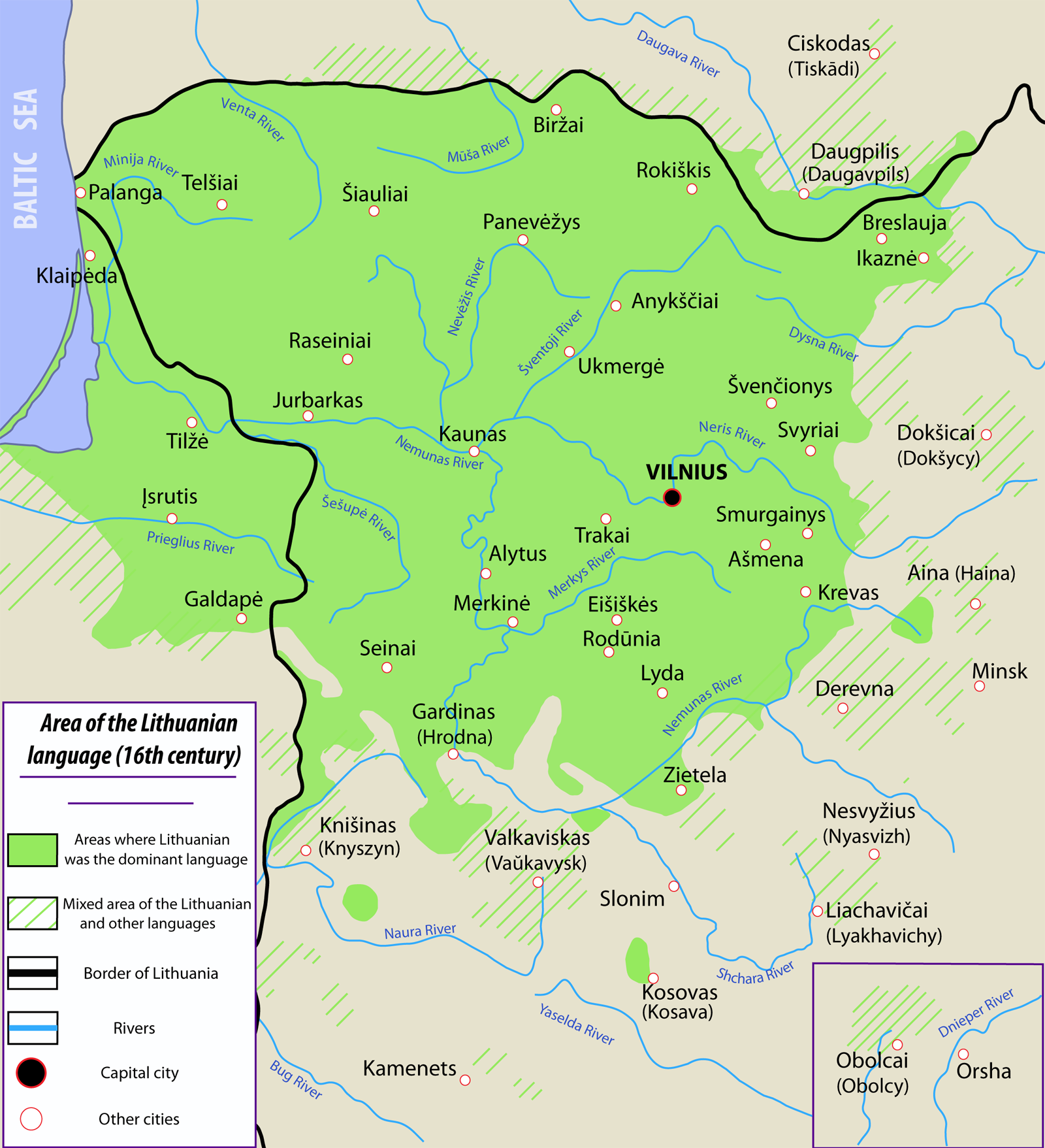
Поширення литовської мови в XVI столітті

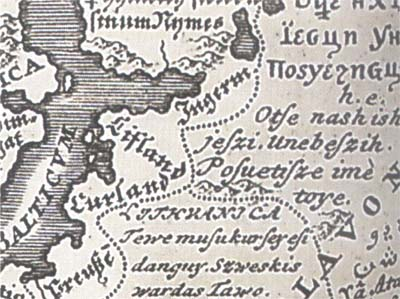
Литовська мова (1741)

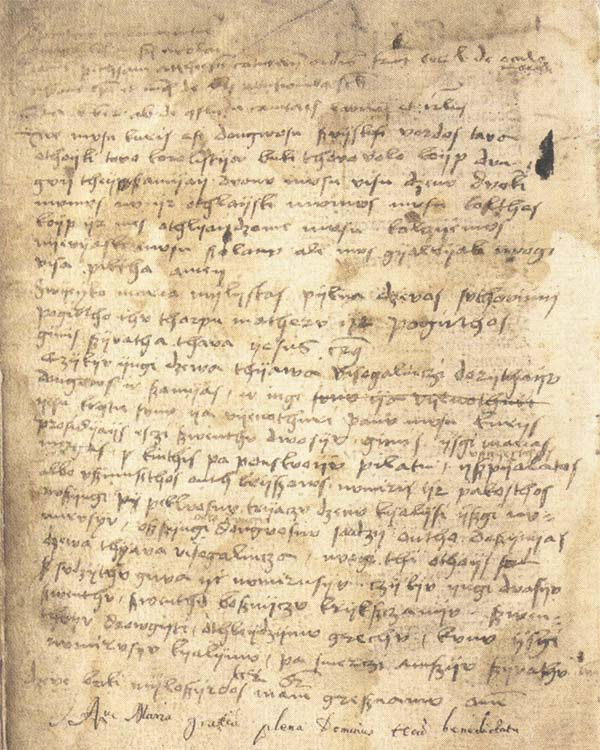
Найраніша писемна пам'ятка литовської мови датується 1503—1515 рр. Написана від руки молитва на останній сторінці книги «Tractatus sacerdotalis», Страсбург

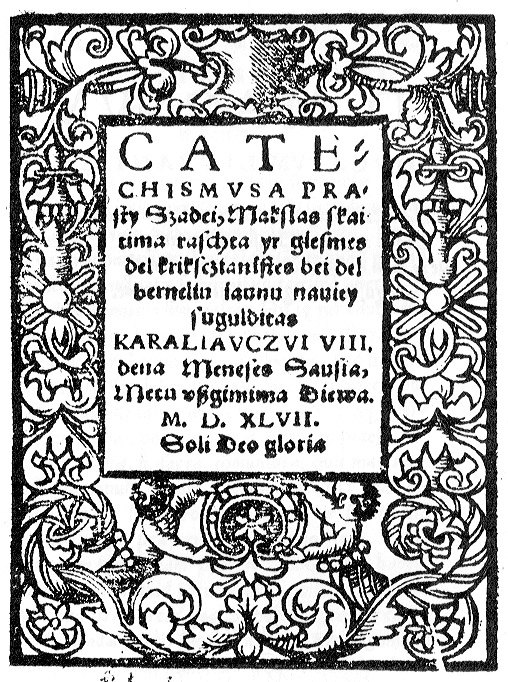
Титульний лист катехізису Мартінаса Мажвідаса, першої книги литовською мовою, 1547 рік

Разом з латвійською, прусською і ятвязькою литовська походить від прабалтійської мови.
Диференціація між литовською і латвійською мовами почалася приблизно в I столітті н. е., а до V—VII століття ці мови остаточно розділилися. Припускається, що приблизно в XIII—XIV столітті в литовській мові сформувалися основні аукштайтське і жмудське наріччя, в яких далі стали виникати свої діалекти.
Фонетика і фонологія литовської змінилися в порівнянні з прабалтійською станом лише незначно. Найважливішими інноваціями є наступні:
- Завдяки запозиченням z перестала бути алофоном фонеми s і здобула статус самостійної фонеми;
- Прабалтійські м'які ť і ď близько XIV століття перейшли в č і dž відповідно;
- Близько XVI століття ā перейшло в ō (*brālis > brolis «брат»);
- Поєднання голосний + носовий приголосний n перед невибуховими приголосними або паузою перейшли в носові голосні (ką́sti «кусати» при kánda «він кусає»). Пізніше назалізація втратилася. Перед губно-губними приголосними p, b носовий проголосний n перейшов у m (tampa «він стає» при anka «він сліпне»).
- Довгі кінцеві голосні скоротилися (*tā́ > tà «та»).

В історії літературної литовської мови виділяють такі етапи розвитку:
- I. Донаціональний період (XVI⁣—⁣XVIII століття):

1. Литовська літературна мова XVI—XVII століть;
2. Литовська літературна мова XVIII століття.

- II. Національний період:

1. Литовська літературна мова з першої половини XIX століття до 1883 року;
2. Литовська літературна мова з кінця XIX століття до початку XX століття (1883—1919 рр.);
3. Литовська літературна мова часів Литовської Республіки (1919—1940 рр..);
4. Литовська літературна мова у складі СРСР (з 1940 р.);
5. Литовська літературна мова з часу відновлення незалежности (з 1991).

Найраніша писемна пам'ятка литовської мови датується 1503 роком. Це молитва («Аве Марія» та «Нікейський символ віри»), написана від руки на останній сторінці випущеної в Страсбурзі книги «Tractatus sacerdotalis». Текст дотримується дзукійського діалекту і, очевидно, списаний з ранішого оригіналу. Немає сумнівів у тому, що церковні литовські тексти писалися і раніше, можливо навіть, у кінці XIV століття, адже запроваджене 1387 року в Аукштайтії християнство потребувало таких текстів для релігійної практики (в історичних джерелах згадується, що перші церковні тексти литовською переклав сам Ягайло).
Друкарство починається 1547 року з катехизису Мартінаса Мажвідаса, написаному центральним варіантом літературної литовської мови (за іншими даними — на західному варіанті литовської мови) і виданому в Кенігсберзі. Книга містить перший литовський підручник — «Легка й швидка наука читання й письма», в якому автор на 4 сторінках наводить алфавіт і кілька придуманих ним граматичних термінів. Першою книгою, виданою на території Великого князівства Литовського, є католицький катехизис Мікалоюса Дауши, виданий 1595 року у Вільні й написаний центральним варіантом літературної литовської мови, він також є першою книгою литовською мовою з зазначенням наголосу в словах тексту.
1620 року з'являється й перший словник литовської мови, що згодом мав п'ять перевидань — «Dictionarium trium linguarum» Константінаса Сірвідаса. 1653 року видається підручник граматики — «Grammatica Litvanica» Данієлюса Кляйнаса. Так, у XVII столітті починається наукове дослідження литовської мови, яке в XIX столітті з появою порівняльного мовознавства стало особливо інтенсивним.
Відповідно до концепції З. Зінкявічюса, в XVII столітті існували три літературні різновиди литовської мови: прусська (на основі західноаукштайтських говорів), центральна (на основі західноаукштайтських говорів околиць міста Кедайняй) і східна (на основі вільнюського койне, який базувався на східноаукштайтських говорах). Перший використовувався в Малій Литві, другий і третій — у Великому князівстві Литовському. На центральному варіанті писали М. Даукша і М. Петкявічюс, а на східному — К. Шірвідас і Й. Якнавічюс.
1864 року, після Січневого повстання, Михайло Муравйов, генерал-губернатор Віленської губернії, запровадив заборону на використання латинського алфавіту та друковані тексти литовською мовою. Натомість було запроваджено «Гражданський шрифт» — литовська писемність кириличними літерами, розроблена І. Корніловим. Однак литовські книги продовжували друкуватися за кордоном, у Східній Пруссії та в Сполучених Штатах Америки. Вони ввозилися до Литви, попри суворі судові вироки, допомагаючи зростанню національної свідомости. 1904 року заборону було скасовано.
Після радянської окупації Литви зростає вплив російської мови на литовську. Відбувається збільшення литовсько-російського білінгвізму серед литовців. Знання російської мови було більше поширене серед чоловіків, ніж серед жінок, що пов'язано з обов'язковою військовою повинністю в СРСР. Російська мова частіше використовувалася в містах і тих районах, до яких після війни був найбільший приплив російськомовного населення. Російська мова витіснила литовську в адміністративній сфері та як мова виробничих інструкцій, вона активно користалася в ЗМІ та освіті. Усе це викликало великий приплив запозичень із російської до литовської. Однак разом із тим відбувається розквіт литовської національної культури й розширення сфери вжитку литовської мови.
Після розпаду СРСР державною мовою Литви стає литовська, використання російської мови обмежується, починає зростати відсоток литовськомовних серед національних меншин, активізується робота державних установ, що займаються контролем литовської мови.

## Граматика

### Фонетика і фонологія
Фонетично литовська мова відрізняється від близько спорідненої латвійської мови більшою архаїчністю (у цілому) і деякими інноваціями, зберігає давні k і g, на місці латвійських африкатів c і dz (akys «око», gerti «пити» — пор. латвій. acis, dzert), сполуки an, en, in, un у початкових складах (ranka «рука», penktas «п'ятий», minti «міняти», jungas «ярмо» — пор. латвій. roka, piektas, mit, jugs).

#### Голосні
Литовські монофтонги:
| Підняття | Ряд      | Ряд        | Ряд |
| Підняття | Передній | Непередній |     |
| -------- | -------- | ---------- | --- |
| Високе   | ɪ        | ʊ          |     |
| Середнє  | ɛ        | (ɔ)        |     |
| Низьке   |          | a          |     |

| Підняття | Ряд      | Ряд        | Ряд |
| Підняття | Передній | Непередній |     |
| -------- | -------- | ---------- | --- |
| Високе   | iː       | uː         |     |
| Середнє  | eː       | oː         |     |
| Низьке   | æː       | aː         |     |

Довгі голосні в литовській мові не пов'язані позиційно з наголосом, себто можуть бути в наголошених і ненаголошених складах.
Довго вимовляються й старі носові голосні, що становлять собою рефлекси старих сполучень голосних із носовими сонантами (у жмудському діалекті ті носові приголосні досі вимовляються). У сучасній мові носовий тембр у таких голосних втрачений, але вони компенсаторно подовжилися. Таким чином, графічно голосні в сучасній литовській мові зображаються так:
- A a [a]; [aː] (у деяких словах під наголосом)
- Ą ą [aː]
- E e [æ]; [æː] (у деяких словах під наголосом)
- Ę ę [æː]
- Ė ė [eː]
- I i [i]
- Į į, Y y [iː]
- O o [oː]; [o] (у запозиченнях)
- U u [u]
- Ū ū, Ų ų [uː]

Перевага такої системи над латвійською графікою полягає в тому, що на письмі чітко розрізняються відкрите та закрите «e». З іншого боку, литовська графіка програє латвійській тим, що букви «а» та «е» позначають по два звуки. Крім цього, довгі фонеми [iː], [æː], [aː] та [uː] мають по два варіанти написання.
Серед дифтонгів у литовській мові найбільш характерні такі: «ai», «au», «ei», «ie», «uo», «ui». Дифтонгічними вважаються також сполучення голосних з сонорними приголосними (наприклад, el, ir, un, im, om і т. д.), оскільки в таких сполученнях тон як супрасегментна одиниця характерний для обох елементів, тобто приголосний становить собою частину складотворчої одиниці (див. нижче).
Опозиція голосних [a(ː)] ~ [æ(ː)] нейтралізується після приголосних, оскільки після м'яких [a(ː)] не вимовляється — його заміняє [æ(ː)], тобто: be [bʲæ] = bia [bʲæ].

#### Приголосні
У литовській 45 приголосних фонем (включно з тими, що зустрічаються тільки в запозиченнях). Всі приголосні, крім /j/, мають м'яку пару. Більшість із них мають фонемний статус, наприклад: tvarkau [tvar'kau] (я прибираю) ~ tvarkiau [tvar'kʲau] (я прибирав). М'яко литовські приголосні вимовляються:
- перед усіма голосними переднього ряду: i y į ė e ę. При цьому перед довгими голосними пом'якшення звичайно набагато сильніше. Опозиція за ознакою палаталізації, таким чином, нейтралізується на користь палаталізованих приголосних. Приклади: gyti [`gʲiː tʲi] (заживати), senas [`sʲæːnas] (старий);
- перед іншим м'яким приголосним, наприклад: belsti [`bʲælʲsʲtʲi] (стукати);
- перед голосними заднього ряду, де власне й реалізується опозиція за ознакою палаталізації. Роль м'якого знака виконує, як і в польській мові, буква i: akiai [`aː kʲæi] (оку), gražių [gražʲuː] (гарних).

У кінці слова всі литовські приголосні вимовляються твердо.
Перед голосними заднього ряду м'які приголосні t i d переходять в č і dž відповідно: viltis >> vilčiai (надія >> надії).
Система консонантизма литовської мови (в дужки взяті позиційні варіанти фонем або фонеми, що зустрічаються тільки в запозиченнях; в парах приголосних зліва наведені глухі приголосні, справа — дзвінкі):
| Спосіб артикуляції ↓ | Губно-губні | Губно-зубні | Зубні             | Альв.           | Палат. | Задньояз.         |
| Проривні             | p ʲ b ʲ     |             | t (tʲ) d (dʲ)     |                 |        | k ʲ g ʲ           |
| Носові               | m ʲ         |             | n ʲ               |                 |        |                   |
| Дрижачі              |             |             |                   | r ʲ             |        |                   |
| Африкати             |             |             | t͡s (t͡sʲ) d͡z (d͡zʲ) | (ʧ) ʧʲ (dʒ) dʒʲ |        |                   |
| Фрикативні           |             | (f) (fʲ)    | s ʲ z ʲ           | ʃ ʲ ʒ ʲ         |        | (x) (xʲ) (ɣ) (ɣʲ) |
| Апроксиманти         | ʋ ʲ         |             |                   |                 | j      |                   |
| Бокові               |             |             |                   | ɫ lʲ            |        |                   |

#### Наголос
Наголос у литовській мові тонально-динамічний. Наголошений склад вимовляється з більшою силою, окрім того, на довгих складах (довгих голосних, дифтонгах і дифтонгічних сполученнях) литовська мова розрізняє два тони — спадний (позначається акутом — ́) і зростальний (позначається тильдою — ~). У сучасній литовській мові ця різниця втрачається на монофтонгах і глайдах ie i uo. А проте, на дифтонгах і дифтонгічних сполуках із сонантами різниця відчутна, оскільки другий елемент сполучення вимовляється сильніше при зростальній інтонації, причому перший елемент міняє свою якість, асимілюючись із вимовою ведучого елемента. Приклади:
- kélmas [kʲæːlmas] ~ bel̃džia [bʲεlʲdžʲæ]
- áidas [aː idas] ~ laĩvas [livas]

Склади з короткими голосними позначаються гравісом — ` — і не розрізняють інтонацій.

### Морфологія
Традиційно в литовській мові виділяють одинадцять частин мови: іменник (daiktãvardis), прикметник (bū̃dvardis), числівник (skaĩtvardis), займенник (į́vardis), прислівник (príeveiksmis), дієслово (veiksmãžodis), прийменник (príelinksnis), сполучник (jungtùkas), частку (dalelýtė), вигук (jaustùkas), звуконаслідування (ištiktùkas).

#### Іменник

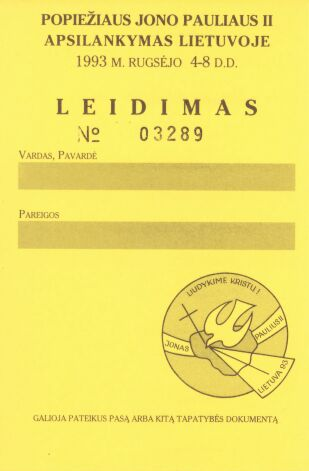
Перепустка на заходи візиту (називний відмінок) Папи Римського Івана Павла II (родовий відмінок) в Литві (місцевий відмінок) 4-8 вересня 1993 року

У відмінюваних частин мови виділяються сім відмінків:
- називний — vardiniñkas;
- родовий — kilminiñkas;
- давальний — naudiniñkas;
- знахідний — galiniñkas;
- орудний — į́nagininkas;
- місцевий — viẽtininkas;
- кличний — šauksminiñkas.

Крім того, у східно- та південноаукштайтських діалектах представлені ще кілька відмінків: інесив, ілатив, адесив і алатив.

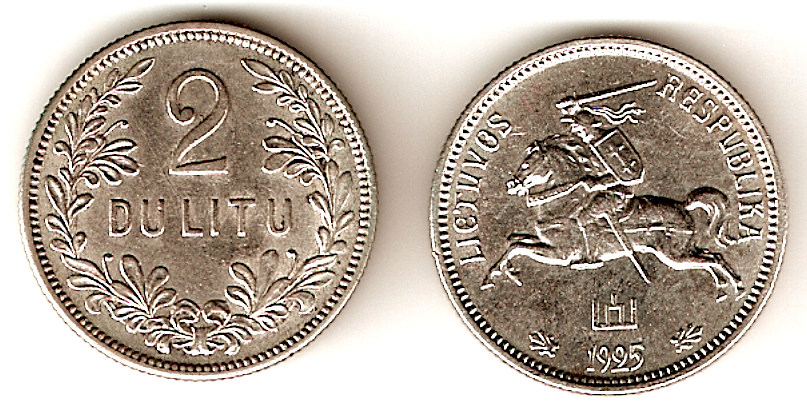
Монета в два літи 1925 року, на якій слово «літ» стоїть не в множині (du litai), а в двоїні (du litu)

У литовській мові виділяють 5 відмін, кожна з яких поділяється на парадигми. Парадигм в цілому налічується 12.
До першої відміни належать іменники чоловічого роду з закінченнями -as (I парадигма), -ias або -j-as (II парадигма), -is або -ys (III парадигма).
I відміна на прикладі слів výras «чоловік», vė́jas «вітер» і brólis «брат»:
|           | I парадигма | I парадигма | II парадигма   | II парадигма | III парадигма | III парадигма |
|           | однина      | множина     | однина         | множина      | однина        | множина       |
| --------- | ----------- | ----------- | -------------- | ------------ | ------------- | ------------- |
| Називний  | výras       | výrai       | vė́jas          | vė́jai        | brólis        | bróliai       |
| Родовий   | výro        | výrų        | vė́jo           | vė́jų         | brólio        | brólių        |
| Давальний | výrui       | výrams      | vė́jui          | vė́jams       | bróliui       | bróliams      |
| Знахідний | výrą        | výrus       | vė́ją           | vė́jus        | brólį         | brólius       |
| Орудний   | výru        | výrais      | vė́ju           | vė́jais       | bróliu        | bróliais      |
| Місцевий  | výre        | výruose     | vė́jyje, vė́juje | vė́juose      | brólyje       | bróliuose     |
| Кличний   | výre        | výrai       | vė́jau          | vė́jai        | bróli         | bróliai       |

До другої відміні належать іменники чоловічого роду з закінченнями -us (IV парадигма), -ius або -j-us (V парадигма).
II відміна на прикладі слів tur̃gus «ринок» і sõdžius «село»:
|           | IV парадигма | IV парадигма | V парадигма | V парадигма |
|           | однина       | множина      | однина      | множина     |
| --------- | ------------ | ------------ | ----------- | ----------- |
| Називний  | tur̃gus       | tur̃gūs       | sõdžius     | sõdžiai     |
| Родовий   | tur̃gaus      | tur̃gų        | sõdžiaus    | sõdžių      |
| Давальний | tur̃gui       | tur̃gums      | sõdžiui     | sõdžiams    |
| Знахідний | tur̃gų        | turgùs       | sõdžių      | sodžiùs     |
| Орудний   | tur̃gumi      | tur̃gumis     | sõdžiumi    | sõdžiais    |
| Місцевий  | tur̃guje      | tur̃guose     | sõdžiuje    | sõdžiuose   |
| Кличний   | tur̃gau       | tur̃gūs       | sõdžiau     | sõdžiai     |

До третьої відміни належать іменники жіночого роду (а також невелика кількість іменників чоловічого і загального родів) із закінченнями -a (VI парадигма), -ia, -j-a або -i (VII парадигма), -ė (VIII парадигма).
III відміна на прикладі слів rankà «рука», vyšnià «вишня» і bìtė «бджола»:
|           | VI парадигма | VI парадигма | VII парадигма | VII парадигма | VIII парадигма | VIII парадигма |
|           | однина       | множина      | однина        | множина       | однина         | множина        |
| --------- | ------------ | ------------ | ------------- | ------------- | -------------- | -------------- |
| Називний  | rankà        | rañkos       | vyšnià        | vỹšnios       | bìtė           | bìtės          |
| Родовий   | rañkos       | rañkų        | vỹšnios       | vỹšnių        | bìtės          | bìčių          |
| Давальний | rañkai       | rañkoms      | vỹšniai       | vỹšnioms      | bìtei          | bìtėms         |
| Знахідний | rañką        | rankàs       | vỹšnią        | vyšniàs       | bìtę           | bitès          |
| Орудний   | rankà        | rañkomis     | vyšnià        | vỹšniomis     | bitè           | bìtėmis        |
| Місцевий  | rañkoje      | rañkose      | vỹšnioje      | vỹšniose      | bìtėje         | bìtėse         |
| Кличний   | rañka        | rañkos       | vỹšnia        | vỹšnios       | bìte           | bìtės          |

До четвертої відміни належать іменники жіночого (IX парадигма) і чоловічого (X парадигма) родів із закінченням -is.
IV відміна на прикладі слів širdìs «серце» і dantìs «зуб»:
|           | IX парадигма | IX парадигма | X парадигма | X парадигма |
|           | однина       | множина      | однина      | множина     |
| --------- | ------------ | ------------ | ----------- | ----------- |
| Називний  | širdìs       | šìrdys       | dantìs      | dañtys      |
| Родовий   | širdiẽs      | širdžių̃      | dantiẽs     | dantų̃       |
| Давальний | šìrdžiai     | širdìms      | dañčiui     | dantìms     |
| Знахідний | šìrdį        | šìrdis       | dañtį       | dantìs      |
| Орудний   | širdimì      | širdimìs     | dantimì     | dantimìs    |
| Місцевий  | širdyjè      | širdysè      | dantyjè     | dantysè     |
| Кличний   | širdiẽ       | šìrdys       | dantiẽ      | dañtys      |

До п'ятої відміни належать іменники чоловічого роду (XI парадигма) із закінченням -uo і жіночого роду (XII парадигма) з закінченнями -uo і -ė.
V відміна на прикладі слів šuõ «собака» і sesuõ «сестра»:
|           | XI парадигма | XI парадигма | XII парадигма | XII парадигма |
|           | однина       | множина      | однина        | множина       |
| --------- | ------------ | ------------ | ------------- | ------------- |
| Називний  | šuõ          | šùnys        | sesuõ         | sẽserys       |
| Родовий   | šuñs         | šunų̃         | seser̃s        | seserų̃        |
| Давальний | šùniui       | šunìms       | sẽseriai      | seserìms      |
| Знахідний | šùnį         | šunìs        | sẽserį        | sẽseris       |
| Орудний   | šuniù        | šunimìs      | sẽseria       | seserimìs     |
| Місцевий  | šunyjè       | šunysè       | seseryjè      | seserysè      |
| Кличний   | šuniẽ        | šùnys        | seseriẽ       | sẽserys       |

Існує також альтернативна нумерація відмін, за якою іменники на -us вважаються IV відміною, а іменники на -a і -ė — II.
Литовський наголос є рухомим, і він може зміщуватися при відмінюванні. Виділяються чотири акцентних парадигми імен. Належність слова до парадигми визначається формами давального і знахідного відмінків множини. У 1-й парадигмі в цих відмінках закінчення ненаголошені, у 2-й закінчення давального відмінка ненаголошені, знахідного наголошені, в 3-й закінчення давального відмінка наголошені, знахідного ненаголошені, в 4-й обидва закінчення наголошені.
Історично 2-га і 4-та парадигми виникли з 1-ї і 3-ї відповідно в результаті дії закону Фортунатова-де Сосюра. 1-ша парадигма продовжує праіндоєвропейську баритоновану парадигму (наголос завжди на корені), 3-тя — праіндоєвропейську окситоновану (наголос рухомий).
Акцентні парадигми на прикладі іменників I відміни výras «людина», rãtas «колесо», lángas «вікно», nãmas «будинок»:
|           | 1 парадигма | 1 парадигма | 2 парадигма | 2 парадигма | 3 парадигма | 3 парадигма | 4 парадигма | 4 парадигма |
|           | однина      | множина     | однина      | множина     | однина      | множина     | однина      | множина     |
| --------- | ----------- | ----------- | ----------- | ----------- | ----------- | ----------- | ----------- | ----------- |
| Називний  | výras       | výrai       | rãtas       | rãtai       | lángas      | langaĩ      | nãmas       | namaĩ       |
| Родовий   | výro        | výrų        | rãto        | rãtų        | lángo       | langų̃       | nãmo        | namų̃        |
| Давальний | výrui       | výrams      | rãtui       | rãtams      | lángui      | langáms     | nãmui       | namáms      |
| Знахідний | výrą        | výrus       | rãtą        | ratùs       | lángą       | lángus      | nãmą        | namùs       |
| Орудний   | výru        | výrais      | ratù        | rãtais      | lángu       | langaĩs     | namù        | namaĩs      |
| Місцевий  | výre        | výruose     | ratè        | rãtuose     | langè       | languosè    | namè        | namuosè     |
| Кличний   | výre        | výrai       | rãte        | rãtai       | lánge       | langaĩ      | nãme        | namaĩ       |

#### Прикметник
Прикметники в литовській мові ставляться перед іменниками й узгоджуються з ними в роді, числі й відмінку.
Виділяються два відмінювання прикметників чоловічого роду, які діляться на п'ять парадигм. За першої парадигми відмінюються прикметники, що закінчуються в називному відмінку однини на -as, за другою — то, що закінчуються на -ias, за третьої — на -is або -ys в однині й на -i у множині, за четвертою — на -is або -ys в однині й на -iai у множині. За п'ятої парадигми, що становить друге відмінювання, змінюються прикметники, що закінчуються на -us.
Відмінювання прикметників чоловічого роду на прикладі слів gẽras «хороший», žãlias «зелений», dìdelis «великий», medìnis «дерев'яний», gražùs «гарний»:
|           | I відмінювання | I відмінювання | I відмінювання | I відмінювання | I відмінювання | I відмінювання | I відмінювання | I відмінювання | II відмінювання | II відмінювання |
|           | I парадигма    | I парадигма    | II парадигма   | II парадигма   | III парадигма  | III парадигма  | IV парадигма   | IV парадигма   | V парадигма     | V парадигма     |
|           | однина         | множина        | однина         | множина        | однина         | множина        | однина         | множина        | однина          | множина         |
| --------- | -------------- | -------------- | -------------- | -------------- | -------------- | -------------- | -------------- | -------------- | --------------- | --------------- |
| Називний  | gẽras          | gerì           | žãlias         | žalì           | dìdelis        | didelì         | medìnis        | medìniai       | gražùs          | grãžūs          |
| Родовий   | gẽro           | gerų̃           | žãlio          | žalių̃          | dìdelio        | didelių̃        | medìnio        | medìnių        | gražaũs         | gražių̃          |
| Давальний | gerám          | geríems        | žaliám         | žalíems        | dideliám       | didelíems      | medìniam       | medìniams      | gražiám         | gražíems        |
| Знахідний | gẽrą           | gerùs          | žãlią          | žaliùs         | dìdelį         | dìdelius       | medìnį         | mediniùs       | grãžų           | gražiùs         |
| Орудний   | gerù           | geraĩs         | žaliù          | žaliaĩs        | dìdeliu        | dideliaĩs      | mediniù        | medìniais      | gražiù          | gražiaĩs        |
| Місцевий  | geramè         | geruosè        | žaliamè        | žaliuosè       | dideliamè      | dideliuosè     | medìniame      | medìniuose     | gražiamè        | gražiuosè       |
| Кличний   | gẽras          | gerì           | žãlias         | žalì           | dìdelis        | didelì         | medìni         | medìniai       | gražùs          | grãžūs          |

Відмінювання прикметників жіночого роду більш одноманітно, в ньому виділяють чотири парадигми. За шостою парадигмою відмінюються прикметники, що закінчуються в називному відмінку однини на -a, за сьомою — на -ia, за восьмою — на -i, за дев'ятою — на -ė.
Відмінювання прикметників жіночого роду:
|           | VI парадигма | VI парадигма | VII парадигма | VII парадигма | VIII парадигма | VIII парадигма | IX парадигма | IX парадигма |
|           | однина       | множина      | однина        | множина       | однина         | множина        | однина       | множина      |
| --------- | ------------ | ------------ | ------------- | ------------- | -------------- | -------------- | ------------ | ------------ |
| Називний  | gerà         | gẽros        | žalià         | žãlios        | gražì          | grãžios        | medìnė       | medìnės      |
| Родовий   | gerõs        | gerų̃         | žaliõs        | žalių̃         | gražiõs        | gražių̃         | medìnės      | medìnių      |
| Давальний | gẽrai        | geróms       | žãliai        | žalióms       | grãžiai        | gražióms       | medìnei      | medìnėms     |
| Знахідний | gẽrą         | geràs        | žãlią         | žaliàs        | grãžią         | gražiàs        | medìnę       | medinès      |
| Орудний   | gerà         | geromìs      | žalià         | žaliomìs      | gražià         | gražiomìs      | medinè       | medìnėmis    |
| Місцевий  | gerojè       | gerosè       | žaliojè       | žaliosè       | gražiojè       | gražiosè       | medìnėje     | medìnėse     |
| Кличний   | gerà         | gẽros        | žalià         | žãlios        | gražì          | grãžios        | medìnė       | medìnės      |

Форми вищого ступеня прикметників утворюються шляхом додавання суфікса -esnis (чоловічий рід), -esnė (жіночий рід): gražùs «гарний» — gražèsnis «гарніший», gražèsnė «гарніша». Форми найвищого ступеня утворюються за допомогою суфікса: -iausias (чоловічий рід), -iausia (жіночий рід): gražiáusias «найгарніший», gražiáusia «найгарніша».
Попри відсутність середнього роду в іменників, прикметники в литовському середньому роді зберігають, наприклад, gẽra «добре» (gẽras «добрий», gerà «добра»), gražù «гарно» (gražùs «гарна», gražì «гарна»).
У литовській існують особливі форми прикметників — займенникові. Займенник форми використовуються для виділення предмета з безлічі подібних або для вказівки на вже відомий предмет.
Відмінювання займенникових форм більш одноманітно, ніж відмінювання простих. Відмінності виникають лише в називному і знахідному відмінках однини чоловічого роду.
Відмінювання займенникових прикметників чоловічого роду:
|           | однина   | множина     | однина    | множина      | однина     | множина       | однина     | множина       |
| --------- | -------- | ----------- | --------- | ------------ | ---------- | ------------- | ---------- | ------------- |
| Називний  | geràsis  | geríeji     | žaliàsis  | žalíeji      | didỹsis    | didíeji       | gražùsis   | gražíeji      |
| Родовий   | gẽrojo   | gerų̃jų      | žãliojo   | žalių̃jų      | dìdžiojo   | didžių̃jų      | grãžiojo   | gražių̃jų      |
| Давальний | gerájam  | geríesiems  | žaliájam  | žalíesiems   | didžiájam  | didíesiems    | gražiájam  | gražíesiems   |
| Знахідний | gẽrąjį   | gerúosius   | žãliąjį   | žaliúosius   | dìdįjį     | dìdžiúosius   | grãžųjį    | gražiúosius   |
| Орудний   | gerúoju  | geraĩsiais  | žaliúoju  | žaliaĩsiais  | didžiúoju  | didžiaĩsiais  | gražiúoju  | gražiaĩsiais  |
| Місцевий  | gerãjame | geruõsiuose | žaliãjame | žaliuõsiuose | didžiãjame | didžiuõsiuose | gražiãjame | gražiuõsiuose |
| Кличний   | geràsis  | geríeji     | žaliàsis  | žalíeji      | didỹsis    | didíeji       | gražùsis   | gražíeji      |

Відмінювання займенникових прикметників жіночого роду:
|           | однина   | множина    | однина    | множина     | однина     | множина      | однина     | множина      |
| --------- | -------- | ---------- | --------- | ----------- | ---------- | ------------ | ---------- | ------------ |
| Називний  | geróji   | gẽrosios   | žalióji   | žãliosios   | didžióji   | dìdžiosios   | gražióji   | grãžiosios   |
| Родовий   | gerõsios | gerų̃jų     | žaliõsios | žalių̃jų     | didžiõsios | didžių̃jų     | gražiõsios | gražių̃jų     |
| Давальний | gẽrajai  | gerósioms  | žãliajai  | žaliósioms  | dìdžiajai  | didžiósioms  | grãžiajai  | gražiósioms  |
| Знахідний | gẽrąją   | gerą́sias   | žãliąją   | žalią́sias   | dìdžiąją   | didžią́sias   | grãžiąją   | gražią́sias   |
| Орудний   | gerą́ja   | gerõsiomis | žalią́ja   | žaliõsiomis | didžią́ja   | didžiõsiomis | gražią́ja   | gražiõsiomis |
| Місцевий  | gerõjoje | gerõsiose  | žaliõjoje | žaliõsiose  | didžiõjoje | didžiõsiose  | gražiõjoje | gražiõsiose  |
| Кличний   | geróji   | gẽrosios   | žalióji   | žãliosios   | didžióji   | dìdžiosios   | gražióji   | grãžiosios   |

#### Числівник
Виділяються наступні розряди числівників:
- кількісні (kiẽkiniai);
  - основні (pagrindìniai);
  - множинні (daugìniai);
  - збірні (kúopiniai);
  - дробові (trupmenìniai);
- порядкові (keliñtiniai).

Числівники від одного до двадцяти одного:
|    | Кількісні        | Кількісні       | Порядкові        | Порядкові       | Множинні      | Множинні    | Збірні     |
|    | чоловічий рід    | жіночий рід     | чоловічий рід    | жіночий рід     | чоловічий рід | жіночий рід | Збірні     |
| -- | ---------------- | --------------- | ---------------- | --------------- | ------------- | ----------- | ---------- |
| 1  | víenas           | vienà           | pìrmas           | pirmà           | vienerì       | víenerios   |            |
| 2  | dù               | dvì             | añtras           | antrà           | dvejì         | dvẽjos      | dvẽjetas   |
| 3  | trỹs             | trỹs            | trẽčias          | trečià          | trejì         | trẽjos      | trẽjetas   |
| 4  | keturì           | kẽturios        | ketvir̃tas        | ketvirtà        | ketverì       | kẽtverios   | kẽtvertas  |
| 5  | penkì            | peñkios         | peñktas          | penktà          | penkerì       | peñkerios   | peñketas   |
| 6  | šešì             | šẽšios          | šẽštas           | šeštà           | šešerì        | šẽšerios    | šẽšetas    |
| 7  | septynì          | septýnios       | septiñtas        | septintà        | septynerì     | septýnerios | septýnetas |
| 8  | aštuonì          | aštúonios       | aštuñtas         | aštuntà         | aštuonerì     | aštúonerios | aštúonetas |
| 9  | devynì           | devýnios        | deviñtas         | devintà         | devynerì      | devýnerios  | devýnetas  |
| 10 | dẽšimt           | dẽšimt          | dešim̃tas         | dešimtà         |               |             |            |
| 11 | vienúolika       | vienúolika      | vienúoliktas     | vienúolikta     |               |             |            |
| 12 | dvýlika          | dvýlika         | dvýliktas        | dvýlikta        |               |             |            |
| 13 | trýlika          | trýlika         | trýliktas        | trýlikta        |               |             |            |
| 14 | keturiólika      | keturiólika     | keturióliktas    | keturiólikta    |               |             |            |
| 15 | penkiólika       | penkiólika      | penkióliktas     | penkiólikta     |               |             |            |
| 16 | šešiólika        | šešiólika       | šešióliktas      | šešiólikta      |               |             |            |
| 17 | septyniólika     | septyniólika    | septynióliktas   | septyniólikta   |               |             |            |
| 18 | aštuoniólika     | aštuoniólika    | aštuonióliktas   | aštuoniólikta   |               |             |            |
| 19 | devyniólika      | devyniólika     | devynióliktas    | devyniólikta    |               |             |            |
| 20 | dvìdešimt        | dvìdešimt       | dvidešim̃tas      | dvidešimtà      |               |             |            |
| 21 | dvìdešimt víenas | dvìdešimt vienà | dvìdešimt pìrmas | dvìdešimt pirmà |               |             |            |

Числівники від тридцяти до мільярда:
|        | Кількісні       | Порядкові         | Порядкові        |
|        |                 | чоловічий рід     | жіночий рід      |
| ------ | --------------- | ----------------- | ---------------- |
| 30     | trìsdešimt      | trisdešim̃tas      | trisdešimtà      |
| 40     | kẽturiasdešimt  | keturiasdešim̃tas  | keturiasdešimtà  |
| 50     | peñkiasdešimt   | penkiasdešim̃tas   | penkiasdešimtà   |
| 60     | šẽšiasdešimt    | šešiasdešim̃tas    | šešiasdešimtà    |
| 70     | septýniasdešimt | septyniasdešim̃tas | septyniasdešimtà |
| 80     | aštúoniasdešimt | aštuoniasdešim̃tas | aštuoniasdešimtà |
| 90     | devýniasdešimt  | devyniasdešim̃tas  | devyniasdešimtà  |
| 100    | šim̃tas          | šim̃tas            | šimtà            |
| 200    | dù šimtaĩ       | dušim̃tas          | dušimtà          |
| 300    | trỹs šimtaĩ     | trisšim̃tas        | trisšimtà        |
| 400    | keturì šimtaĩ   | keturiašim̃tas     | keturiašimtà     |
| 500    | penkì šimtaĩ    | penkiašim̃tas      | penkiašimtà      |
| 600    | šešì šimtaĩ     | šešiašim̃tas       | šešiašimtà       |
| 700    | septynì šimtaĩ  | septyniašim̃tas    | septyniašimtà    |
| 800    | aštuonì šimtaĩ  | aštuoniašim̃tas    | aštuoniašimtà    |
| 900    | devynì šimtaĩ   | devyniašim̃tas     | devyniašimtà     |
| 1000   | tū́kstantis      | tū́kstantas        | tūkstantà        |
| 2000   | dù tū́kstančiai  | dutū́kstantas      | dutūkstantà      |
| 1 млн  | milijõnas       | milijõnas         | milijonà         |
| 1 млрд | milijárdas      | milijárdas        | milijardà        |

Числівник víenas «один» відмінюється як прикметник, dù «два» відмінюється за відмінками особливим чином, зберігаючи деякі форми двоїни. Trỹs «три» змінюється за відмінками, схоже до іменників X парадигми (за винятком місцевого відмінка). Числівники 4—9 відмінюються як прикметники (за винятком знахідного відмінка чоловічого роду). Числівники 11—19 відмінюються як іменники VI парадигми (за винятком знахідного відмінка, який у них рівний називному). Назви десятків за відмінками не змінюються. Числівники šim̃tas, milijõnas, milijárdas відмінюються за I, а tū́kstantis за III парадигмами відмінювання іменників.
Відмінювання числівників «два», «три», «чотири»:
| Відмінок  | Два           | Два         | Три           | Три         | Чотири        | Чотири      |
| Відмінок  | чоловічий рід | жіночий рід | чоловічий рід | жіночий рід | чоловічий рід | жіночий рід |
| --------- | ------------- | ----------- | ------------- | ----------- | ------------- | ----------- |
| Називний  | dù            | dvì         | trỹs          | trỹs        | keturì        | kẽturios    |
| Родовий   | dviejų̃        | dviejų̃      | trijų̃         | trijų̃       | keturių̃       | keturių̃     |
| Давальний | dvíem         | dvíem       | trìms         | trìms       | keturíems     | keturióms   |
| Знахідний | dù            | dvì         | trìs          | trìs        | kẽturis       | kẽturias    |
| Орудний   | dviẽm         | dviẽm       | trimìs        | trimìs      | keturiaĩs     | keturiomìs  |
| Місцевий  | dviejuosè     | dviejosè    | trijuosè      | trijosè     | keturiuosè    | keturiosè   |

Множинні числівники вживаються з іменниками pluralia tantum, а також з іменниками, що стоять у множині й позначають парні предмети або мають збірне значення. Наприклад, trejì var̃tai «три брами», víenerios dùrys «одні двері», septýnerios žìrklės «сім ножиць».
Збірні числівники вживаються для позначення групи людей або тварин як збірного цілого або для позначення приблизної кількости.
Порядкові числівники та víenas «один», поєднуючись з іменниками, узгоджуються з ними в роді, числі й відмінку. Числівники 2-9 (і складові числівники з останнім компонентом 2-9) узгоджуються з іменниками в роді та відмінку. Числівники, що перевищують 9 вимагають при собі родовий відмінок множини іменника.

#### Займенник
З точки зору семантики виділяються наступні розряди литовських займенників:
- особові (asmenìniai į́vardžiai): àš «я», tù «ти», jìs «він», jì «вона», támsta «ви»;
- зворотний (sąngražìnis į́vardis): savę̃s «себе»;
- присвійні (savýbiniai į́vardžiai): manàsis «мій», tavàsis «твій», savàsis «свій»;
- вказівні (pardómieji į́vardžiai): šìs «цей», tàs «той», anàs «той»;
- питальні (klausiamíeji-santykìniai į́vardžiai): kàs «хто, що», kóks «який», kurìs «котрий»;
- неозначені (neapibrėžiamíeji į́vardžiai): kažkàs «хтось, щось», niẽkas «дехто, дещо»;
- означальні (pažymimàsis į́vardis): pàts «сам».

З формальної точки зору займенники поділяються на:
- субстантивні (займенники-іменники);
- ад'єктивні (займенники-прикметники);
- субстантивно-ад'єктивні.

Відмінювання особових (першої і другої осіб) і зворотного займенників:
| Відміна   | Однина      | Однина      | Двоїна                                | Двоїна                                | Множина    | Множина    | Зворотний   |
| Відміна   | 1-ша особа  | 2-га особа  | 1-ша особа                            | 2-га особа                            | 1-ша особа | 2-га особа | Зворотний   |
| Відміна   | Я           | Ти          | Ми                                    | Ви                                    | Ми         | Ви         | Себе        |
| --------- | ----------- | ----------- | ------------------------------------- | ------------------------------------- | ---------- | ---------- | ----------- |
| Називний  | àš          | tù          | mùdu (ч.р.), mùdvi (ж.р.)             | jùdu (ч.р.), jùdvi (ж.р.)             | mẽs        | jū̃s        | —           |
| Родовий   | manę̃s, màno | tavę̃s, tàvo | mùdviejų                              | jùdviejų                              | mū́sų       | jū́sų       | savę̃s, sàvo |
| Давальний | mán         | táu         | mùdviem                               | jùdviem                               | mùms       | jùms       | sáu         |
| Знахідний | manè        | tavè        | mùdu (ч.р.), mùdvi (ж.р.)             | jùdu (ч.р.), jùdvi (ж.р.)             | mùs        | jùs        | savè        |
| Орудний   | manimì      | tavimì      | mùdviem                               | jùdviem                               | mumìs      | jumìs      | savimì      |
| Місцевий  | manyjè      | tavyjè      | mùdviejuose (ч.р.), mùdviejose (ж.р.) | jùdviejuose (ч.р.), jùdviejose (ж.р.) | mumysè     | jumysè     | savyjè      |

Для ввічливого звертання використовуються займенники jū̃s, pàts, patì, sveĩkas, sveikà, támsta (дещо застаріле).
Відмінювання особових займенників третьої особи:
| Відміна   | Однина        | Однина      | Двоїна        | Двоїна      | Множина       | Множина     |
| Відміна   | Чоловічий рід | Жіночий рід | Чоловічий рід | Жіночий рід | Чоловічий рід | Жіночий рід |
| Відміна   | Він           | Вона        | Вони          | Вони        | Вони          | Вони        |
| --------- | ------------- | ----------- | ------------- | ----------- | ------------- | ----------- |
| Називний  | jìs           | jì          | juõdu         | jiẽdvi      | jiẽ           | jõs         |
| Родовий   | jõ            | jõs         | jų̃dviejų      | jų̃dviejų    | jų̃            | jų̃          |
| Давальний | jám           | jái         | jíe(m)dviem   | jó(m)dviem  | jíems         | jóms        |
| Знахідний | jį̃            | ją̃          | juõdu         | jiẽdvi      | juõs          | jàs         |
| Орудний   | juõ           | jà          | jiẽ(m)dviem   | jõ(m)dviem  | jaĩs          | jomìs       |
| Місцевий  | jamè          | jojè        |               |             | juosè         | josè        |

Вказівні займенники розрізняють два ступені віддалення від мовця: šìs «цей» вказує на ближчий предмет, anàs «той» на більш далекий. Займенник tàs «той» в цьому відношенні не маркований, він вживається за відсутности протиставлення віддаленого або близького предмета або в анафоричній функції.

#### Дієслово
У литовського дієслова виділяють категорії способу, часу, особи, числа і стану (в іменних форм дієслова також роду і відмінка).
Дієслово змінюється за трьома особами (1-ша, 2-га і 3-тя) і двома числами (однина і множина). У художній літературі можна зустріти форми двоїни.
Стан
У литовській мові виділяють два стани: активний і пасивний.
Відмінювання
Литовські дієслова заведено ділити на три відмінювання відповідно до закінчення третьої особи: I (-a), II (-i-), III (-o).
Відмінювання дієслів у теперішньому часі на прикладі слів nèšti «нести», tikė́ti «вірити», tikė́tis «сподіватись», mókyti «вчити», mókytis «вчитися»:
|              | I             | I           | II            | II          | III           | III         |
|              | нерефлексивне | рефлексивне | нерефлексивне | рефлексивне | нерефлексивне | рефлексивне |
| ------------ | ------------- | ----------- | ------------- | ----------- | ------------- | ----------- |
| 1-ша однини  | nešù          | nešúosi     | tikiù         | tikiúosi    | mókau         | mókausi     |
| 2-га однини  | nešì          | nešíesi     | tikì          | tikíesi     | mókai         | mókaisi     |
| 3-тя однини  | nẽša          | nẽšasi      | tìki          | tìkisi      | móko          | mókosi      |
| 1-ша множини | nẽšame        | nẽšamės     | tìkime        | tìkimės     | mókome        | mókomės     |
| 2-га множини | nẽšate        | nẽšatės     | tìkite        | tìkitės     | mókote        | mókotės     |
| 3-тя множини | nẽša          | nẽšasi      | tìki          | tìkisi      | móko          | mókosi      |

Час
Розрізняються чотири часи: минулий одноразовий (būtàsis kartìnis laĩkas), минулий багаторазовий (būtàsis dažnìnis laĩkas), теперішній (esamàsis laĩkas) і майбутній (būsimàsis laĩkas).
У минулому одноразовому часі дієслова змінюються за двома дієвідмінами:
|              | -o            | -o          | -ė            | -ė          |
|              | нерефлексивне | рефлексивне | нерефлексивне | рефлексивне |
| ------------ | ------------- | ----------- | ------------- | ----------- |
| 1-ша однини  | tikė́jau       | tikė́jausi   | mókiau        | mókiausi    |
| 2-га однини  | tikė́jai       | tikė́jaisi   | mókei         | mókeisi     |
| 3-тя однини  | tikė́jo        | tikė́josi    | mókė          | mókėsi      |
| 1-ша множини | tikė́jome      | tikė́jomės   | mókėme        | mókėmės     |
| 2-га множини | tikė́jote      | tikė́jotės   | mókėte        | mókėtės     |
| 3-тя множини | tikė́jo        | tikė́josi    | mókė          | mókėsi      |

Минулий багаторазовий час утворюється від основи інфінітива шляхом додавання суфікса -dav- і закінчень дієвідмінювання на -o:
|              | нерефлексивне | рефлексивне | нерефлексивне | рефлексивне |
| ------------ | ------------- | ----------- | ------------- | ----------- |
| 1-ша однини  | tikė́davau     | tikė́davausi | mókydavau     | mókydavausi |
| 2-га однини  | tikė́davai     | tikė́davaisi | mókydavai     | mókydavaisi |
| 3-тя однини  | tikė́davo      | tikė́davosi  | mókydavo      | mókydavosi  |
| 1-ша множини | tikė́davome    | tikė́davomės | mókydavome    | mókydavomės |
| 2-га множини | tikė́davote    | tikė́davotės | mókydavote    | mókydavotės |
| 3-тя множини | tikė́davo      | tikė́davosi  | mókydavo      | mókydavosi  |

Майбутній час утворюється від основи інфінітива шляхом додавання суфікса -s (i) — і особових закінчень:
|              | нерефлексивне | рефлексивне | нерефлексивне | рефлексивне |
| ------------ | ------------- | ----------- | ------------- | ----------- |
| 1-ша множини | tikė́siu       | tikė́siuosi  | mókysiu       | mókysiuosi  |
| 2-га множини | tikė́si        | tikė́siesi   | mókysi        | mókysiesi   |
| 3-тя множини | tikė̃s         | tikė́sis     | mókys         | mókysis     |
| 1-ша множини | tikė́sime      | tikė́simės   | mókysime      | mókysimės   |
| 2-га множини | tikė́site      | tikė́sitės   | mókysite      | mókysitės   |
| 3-тя множини | tikė̃s         | tikė́sis     | mókys         | mókysis     |

Способи
У литовській мові чотири способи: дійсний (tiesióginė núosaka), умовний (tariamóji núosaka), наказовий (liepiamóji núosaka) и непрямий (netiesióginė núosaka).
Дійсний спосіб утворюється від основи інфінітива за допомогою суфікса -k(i)- і особистих закінчень, нульового для 2-го особи однини, -me для 1-ї особи множини і -te для 2-ї особи. Форми 1-ї особи однини і 3-ї особи обох чисел не утворюється.
|              | нерефлексивне | рефлексивне | нерефлексивне | рефлексивне |
| ------------ | ------------- | ----------- | ------------- | ----------- |
| 2-га однини  | tikė́k         | tikė́kis     | mókyk         | mókykis     |
| 1-ша множини | tikė́kime      | tikė́kimės   | mókykime      | mókykimės   |
| 2-га множини | tikė́kite      | tikė́kitės   | mókykite      | mókykitės   |

Умовний спосіб утворюється від основи інфінітива за допомогою суфіксів -čia-, -tum- і особових закінчень.
|              | нерефлексивне | рефлексивне | нерефлексивне | рефлексивне |
| ------------ | ------------- | ----------- | ------------- | ----------- |
| 1-ша однини  | tikė́čiau      | tikė́čiausi  | mókyčiau      | mókyčiausi  |
| 2-га однини  | tikė́tum       | tikė́tumeisi | mókytum       | mókytumeisi |
| 3-тя однини  | tikė́tų        | tikė́tųsi    | mókytų        | mókytųsi    |
| 1-ша множини | tikė́tumėme    | tikė́tumėmės | mókytumėme    | mókytumėmės |
| 2-га множини | tikė́tumėte    | tikė́tumėtės | mókytumėte    | mókytumėtės |
| 3-тя множини | tikė́tų        | tikė́tųsi    | mókytų        | mókytųsi    |

#### Прислівники
Прислівники в литовській мові утворюються за допомогою суфіксів -(i)ai (найпродуктивніший тип), -yn, -(i)uoju, -(i)ui, -(i)aip, -iek, -ur, -(i)ais, -(i)om, -(i)omis.
Форми вищого ступеня утворюються за допомогою суфікса -iau (-au після -j) від основи форми позитивного ступеня: mažaĩ «мало» > mažiaũ «менше», daũg «багато» > daugiaũ «більше», šaltaĩ «холодно» > šalčiaũ «холодніше». Для утворення форм найвищого ступеня використовується суфікс -iáusiai: daugiáusiai «найбільше», mažiáusiai «найменше».

#### Прийменники
Прийменники діляться на первинні і вторинні. Первинні прийменники архаїчні, вони не співвідносяться з іншими частинами мови, зате у них є паралелі серед приставок. Вторинні прийменники прийшли з інших частин мови, як правило, з прислівників.
Більшість прийменників вживається препозитивно. У постпозиції завжди ставиться лише dėkà «завдяки», а liñk(ui) «у напрямку», dė̃lei «заради, через», viẽtoj «замість» можуть вживатися як препозитивно, так і постпозитивно, але частіше ставляться в постпозиції.
Прийменники вживаються з родовим, знахідним і орудним відмінками. Як правило, один прийменник може поєднуватися лише з одним відмінком, тільки ùž вживається з двома відмінками (родовим і знахідним), а põ з трьома.

#### Сполучники
За будовою литовські союзи ділять на прості (õ «а», ir̃ «і», bèt «але») і складені (kaĩ tìk «як тільки», nebeñt kàd «хіба що»). За синтаксичною функцією — на сурядні (ir̃ «і», arbà «або», neĩ…neĩ «ні…ні») і підрядні (negù «ніж», nès «тому що», jéi «якщо»).

#### Частки
З точки зору словотворення частки діляться на прості (ar̃ «чи», nè «ні», tè «нехай») і похідні (tar̃si «немов», bemàž «майже»), за функцією — на вказівні, уточнювальні, видільно-обмежувальні, негативні й модальні.

#### Вигук
Вигуки ділять на первинні, які, як правило, складаються з голосного (à, ã), дифтонга (ói, ái) або поєднання кількох приголосних і голосних (ajajái, hm), і вторинні, що зберігають зв'язок зі значущими словами (Diẽ «Боже», žiū̃ «глянь»).

#### Звуконаслідування
Звуконаслідування (ідеофони, образотворчі слова) є, як правило, короткими імітаціями звуків або відчуттів, викликаних будь-якою дією: kliùnkt «бульк», diñ «динь», grýbš «хап», šnýpš «шмиг».

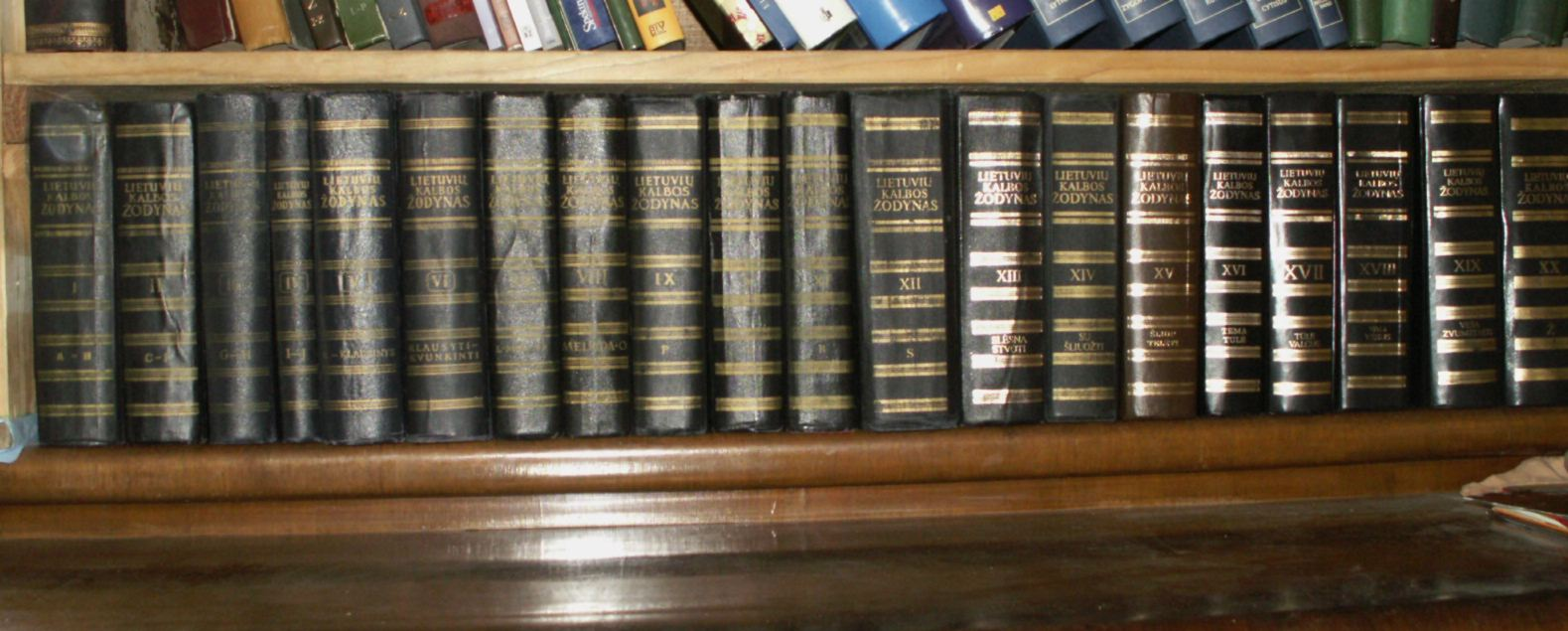
Академічний словник литовської мови в 20 томах (1941—2002)

### Синтаксис

#### Просте речення
Литовська — мова номінативного ладу. Порядок слів вільний, базовим є порядок SVO, причому визначальне слово зазвичай ставиться перед визначеним. Модифікації звичайного порядку проходження компонентів речення «підмет — присудок — прямий додаток» можуть бути пов'язані з актуальним членуванням речення, визначеністю або невизначеністю підмета й прямого доповнення тощо. Наприклад, генітивний підмет, що характеризується невизначеністю, у писемній мові зазвичай слідує за дієсловом: Pàs šeiminiñką ateĩdavo visókių žmonių̃ «До господаря приходили всякі люди» (буквально: «До господаря приходило всяких людей»); в усній же мові звичайна й препозиція такого підмета, але в цьому випадку він отримує фразовий наголос. У реченнях з невизначеним підметом і визначеним прямим додатком зазвичай використовується порядок «прямий додаток — присудок — підмет»: Móters žvilgsnį patráukė tolumõj pasiródęs žmogùs «Погляд жінки привернула людина, що з'явилась здалека».
Синтаксичні зв'язки між компонентами речення виражаються в литовській мові трьома способами: формами словозміни, несамостійними словами й приляганням. Елементарна схема простого речення — група імені (в найпростішому випадку — іменник в називному відмінку), поєднана з групою дієслова (в найпростішому випадку — дієслово в особистій формі). Кожна група може або зовсім відсутньою, або розгортатися в поєднання слів. Реалізація правил розгортання визначається перш за все порядком слів у реченні. Негативна трансформація речення зазвичай не пов'язана з істотними змінами його структури; питальна ж трансформація найчастіше тягне інверсію слів або введення спеціальних питальних часток.
Якщо присудок представлено дієсловом-зв'язкою bū́ti «бути» в теперішньому часі, то він в третій особі може опускатися: jis yra mokytojas / jis mokytojas «він — учитель». Зв'язка не опускається в разі, якщо речення являє собою визначення або висловлює позачасовий стан, наприклад: Lietuva yra respublika «Литва — республіка».

#### Складні речення
Просте речення описаної вище структури може циклічно повторюватися, утворюючи складносурядне (сполучникове або безсполучникове) або складнопідрядне (утворене за допомогою підрядних сполучників та інших засобів) речення. Найважливішими сурядними сполучниками є ir̃ «і», bèt «але», õ «а», а підрядними — kàd, jóg «що», nès «бо», kaĩ, kadà «коли», nórs «хоча».
У литовській мові поширені, втім, дієприкметникові конструкції, рівні складному реченню, наприклад, Svečiaĩ išvažiãvo sáulei patekėjus «Гості поїхали, коли зійшло сонце» (дослівно «Гості поїхали сонця зійшовши»), Diẽnai brėkštant šìlas nubuñda «На світанку бор прокидається» (дослівно «Дню видніється бор прокидається»).

### Лексика
У більшій частині семантичних сфер в литовській мові переважає споконвічна лексика індоєвропейського походження, слова якої за віком можна поділити на загальноіндоєвропейські (avìs «вівця»), балто-слов'янські (líepa «липа»), загальнобалтійські (šaknìs «корінь»), східнобалтійські (lietùs «дощ») та власне литовські (žmonà «дружина»).
Унаслідок тривалого перебування більшої частини українських земель у складі Великого Князівства Литовського у XIV—XVI століттях і пізніших міграцій досі трапляються литовські прізвища: Войшвіло, Бурбело, Нарбут, Дрига, Бутейко, Борейко, Гудович, Граужіс.
Тоді ж литовська мова запозичила з української слова: kazokas «козак», Nepras «Дніпро», trivoti «тривати», ulioti «гуляти», vecerioti «вечеряти», cerenas «черінь», akraicas (akraicikas) «окрайчик», strieka «стріха», dieska «діжка», kurapka «куріпка» (1579 рік), anūkas «онук».

## Історія вивчення
«Литовська мова чудова деякими рисами, що справляють враження індоєвропейської давнини: в XVI ст. і навіть зараз ми знаходимо в литовській форми, що зовсім збігаються з ведійськими або гомерівськими».

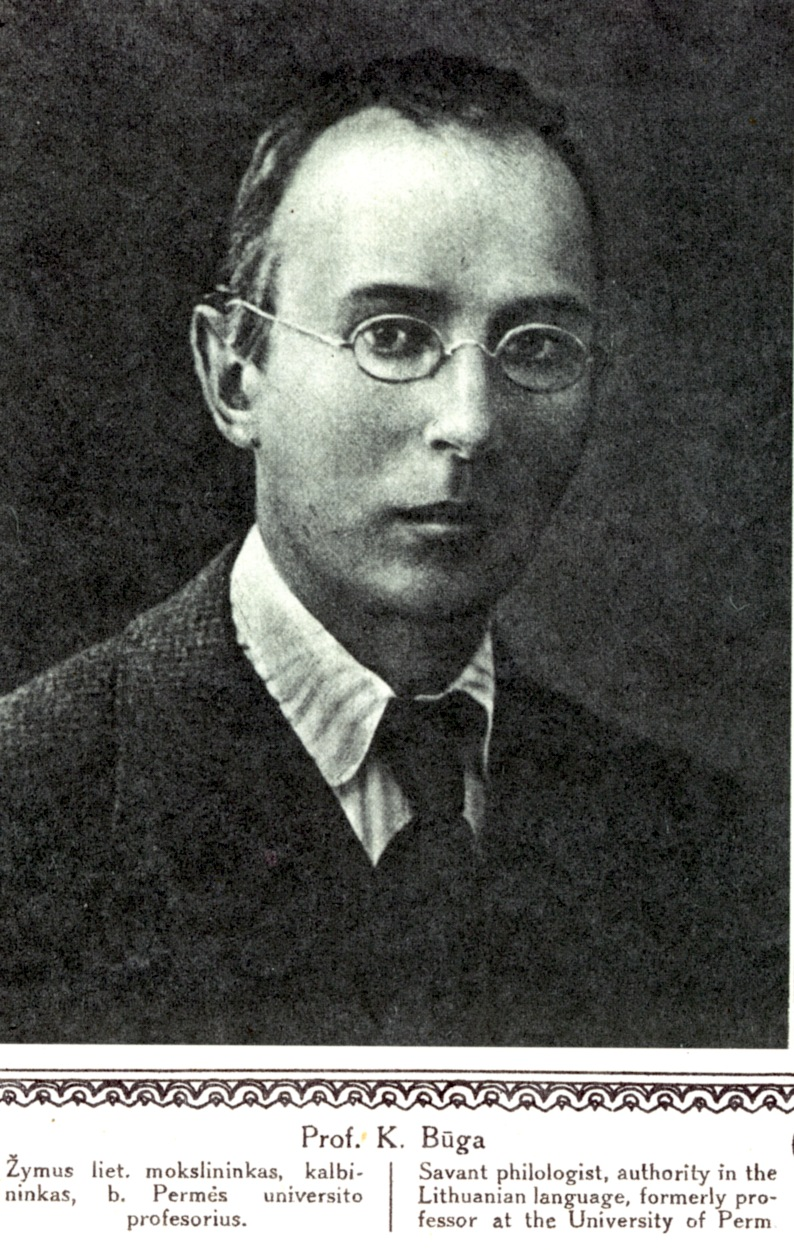
К. Буґа

Перша граматика литовської мови «Ключ до литовської мови» (лат. Clavis linguae Lituanicae) була написана Константінасом Ширвідасом. Їм же був створений польсько-латинсько-литовський словник Dictionarium trium linguarum (бл. 1620 року). Згодом, в XVII—XVIII століттях з'являється ціла низка граматик і словників литовської мови: Grammatica Litvanica Д. Клейна (1653), Compendium grammaticae Lithvanicae К. Сапунаса (1643, видана 1673 року К. Шульцом) Vocabularivm litthvanico-Germanicvm et germanico-litthvanicvm Ф. В. Хаака (1730, з граматичним додатком), Lexicon germanico-lithvanicvm et lithvanico-germanicvm Я. Бродовського, Littauisch-Deutsches und Deutsch-Littauisches Lexicon Ф. Руїга (1730), Littauisch-deutsches und Deutsch-littauisches Wörterbuch К. Г. Мільке (1800).
«Литовська мова у своїй літературній формі змінилася менше будь-якої іншої живої індоєвропейської мови. В окремих моментах фонетики і словозміни вона своєю старовиною перевершує навіть самі архаїчні індоєвропейські мови. Саме тому без знання литовської не можна обійтися в дослідженнях з індоєвропеїстики».
З середини XIX століття дані литовської мови починають активно використовуватися порівняльно-історичним мовознавством, її досліджують такі метри компаративістики, як А. Шлейхер, А. Лескін, К. Бругман, А. Бецценбергер, Ф. де Соссюр, В. Томсен, І. Міккола, Й. Зубатий, Я. Розвадовський, П. Ф. Фортунатов, І. О. Бодуен де Куртене, а також власне литовські вчені — Ф. Куршат, А. Баранаускас, К. Яунюс, А. Юшка і Й. Юшка. У міжвоєнний період одним з найважливіших центрів літуаністікі стає Каунаський університет, де працювали Й. Яблонскіс, К. Буґа, П. Скарджюс, А. Саліс і П. Йонікас. Після Другої світової війни літуаністіку рухали вперед такі вчені, як Ю. Бальчіконіс, Й. Паулаускас, Й. Круопас, К. Ульвідас, Й. Казлаускас, З. Зінкявічюс, В. Мажюліс, Й. Пальоніс, В. Урбутіс, Ю. Пікчілінгіс, А. Паулаускене, А. Валецкене, В. Ґрінавецкіс, К. Моркунас, В. Амбразас, А. Ванаґас, А. Гірденіс, С. Каралюнас, А. Сабаляускас, Б. О. Ларін, М. Н. Петерсон, В. М. Топоров, В. В. Іванов, О. М. Трубачов, Ю. В. Откупщиков, А. П. Непокупний, Е. Френкель, Х. Станг, Я. Отрембський.

## Приклад
«Заповіт» Т. Шевченка литовською мовою (переклав Антанас Венцлова)
| Kai numirsiu, jūs užkaskit Mane ant kurgano, Tarp plačių gimtinės stepių, Ukrainoj mano, Kad matyčiau pievas, Dnieprą, Jo pakrantę gūdžią, Kad regėčiau, kad girdėčiau, Kaip jis staugia, ūžia. Kai nuneš iš Ukrainos Į marias giliąsias Priešų kraują jis… paliksiu Kalnus aš, plačiąsias Pievas ir prie dievo sosto Tada nukeliausiu Pasimelsti… o lig tolei Nežinau aukščiausio! Kai užkasite, sukilkit, Pančius sudaužykit Ir krauju piktųjų priešų Laisvę apšlakstykit! Ir manęs šeimoj laisvojoj. Naujoj ir laimingoj, Neužmirškit paminėti Žodeliu širdingu. |